# Clostera leloupi
Clostera leloupi är en fjärilsart som beskrevs av Sergius G. Kiriakoff 1946/49. Clostera leloupi ingår i släktet Clostera och familjen tandspinnare. Inga underarter finns listade i Catalogue of Life.